# Verneuil-Moustiers
Verneuil-Moustiers – miejscowość i gmina we Francji, w regionie Nowa Akwitania, w departamencie Haute-Vienne.
Według danych na rok 1990 gminę zamieszkiwały 184 osoby, a gęstość zaludnienia wynosiła 9 osób/km² (wśród 747 gmin Limousin Verneuil-Moustiers plasuje się na 445. miejscu pod względem liczby ludności, natomiast pod względem powierzchni na miejscu 328.).

## Populacja

Populacja Verneuil-Moustiers w latach 1962–2008